# Jordi Montanya i Mías
Jordi Montanya i Mías (Lleida, Segrià, 16 de juny de 1960) és un advocat i polític català, diputat al Parlament de Catalunya en la VII i VIII legislatures.

## Biografia
Llicenciat en dret per la Universitat de Barcelona, de 1985 a 1986 va treballar com a professor de matèries jurídiques. També és advocat apoderat de l'Institut Nacional de la Seguretat Social. Ha estat president del comitè de competició de futbol sala de la delegació de Lleida de la Federació Catalana de Futbol i delegat a Lleida de la Federació Catalana de Golf.
Va ser el president del Partit Popular de Catalunya (PPC) de la província de Lleida i fou elegit diputat a les eleccions al Parlament de Catalunya de 2003 i 2006. Va ser president de la Mesa de la Comissió de Justícia, Dret i Seguretat Ciutadana i vicepresident de la Mesa de la Comissió d'Economia, Finances i Pressupost de la Generalitat de Catalunya.